# Семёнов, Николай Матвеевич
Николай Матвеевич Семёнов — советский государственный и хозяйственный деятель.

## Биография
Родился в 1911 году в Рязани. Член КПСС с 1932 года.
В 1933—1974 гг.:
- инженер-связист, научный сотрудник, заместитель начальника, начальник проектной организации «Сигналсвязьпроект» НКПС,
- начальник Центрального управления сигнализации и связи НКПС,
- член бюро по транспорту и связи при Совете Министров СССР,
- заместитель министра связи СССР,
- начальник Главного управления сигнализации и связи МПС СССР.

За разработку нового автостопа для железнодорожного транспорта был в составе коллектива удостоен Сталинской премии за выдающиеся изобретения и коренные усовершенствования методов производственной работы 1949 года.
Умер в Москве в 1990 году.